# モントリオール事件
モントリオール事件 （モントリオールじけん、英語: Montreal Screwjob）は、アメリカのプロレス団体WWFの興行中に起こった、会社によるシナリオ破り事件の通称である。1997年11月9日のサバイバー・シリーズでのブレット・ハート対ショーン・マイケルズのWWF王座を賭けた試合にて起こった出来事で、興行が行われたカナダ・モントリオールの地名を取って、モントリオール事件と呼ばれる。また事件の被害者といえるブレット側の視点から『モントリオールの悲劇』と呼ばれる場合もある。

## 概要

### 背景
1995年、WWFの先行番組「WWFマンデーナイト・ロウ (Monday Night RAW)」に対抗する為、ライバル団体WCWは同一時間帯に名称すら似せた「WCWマンデー・ナイトロ (Monday Nitro)」をぶつけ、両者の間に苛烈な視聴率戦争、いわゆる「マンデー・ナイト・ウォーズ」が勃発した。そして事件が起きた1997年当時、WWFは劣勢に立たされて経営は逼迫していた。
WWFはWCWに対抗するために、それまでのファミリー路線から下品で過激さを持つアティテュード路線へ転換していき、D-ジェネレーションXなどを強烈に押していった。この路線に対して、プロレスは健全であるべきと考えるブレットは反発し、WWFとの関係は悪化していった。また資金的に困窮していたWWFにとって、俸給その他の経費面で複数の看板レスラーの存在は重荷になり始めていた。ショーン・マイケルズ、ジ・アンダーテイカー、ブレット・ハートの3人のトップレスラーのうちアティテュード路線に反対していたブレットが標的となり、彼は1996年に締結したはずの20年契約を破棄されて解雇されることになった。

### WWF王座問題
ブレットは1997年のサバイバー・シリーズを最後にWWFを退団することが決定していたが、当時ブレットが保持していたWWF王座を移動させなければいけない問題があった。以前、WWF女子王座にあったアランドラ・ブレイズに、WCW移籍のパフォーマンスとしてWCWの番組中にベルトを捨てられたこともあり、WWFの経営者であったビンス・マクマホンは移籍前のタイトル移動は絶対、としていた。
当初はサバイバー・シリーズでショーン・マイケルズに敗れての王座移動という物語の筋が書かれたが、地元カナダでの敗戦をブレットは拒否。そのためサバイバー・シリーズではD-ジェネレーションXとハート・ファウンデーションの乱入により無効試合としてショーンへの王座移動はなし、翌日のRAWで王座返上する、という物語の筋に変更されたはずだった。

### 事件当日
サバイバー・シリーズ当日、試合は物語の筋通りに進むかと思われたが、ショーン・マイケルズがブレットの必殺技であるシャープ・シューターを繰り出した瞬間、リングサイドにいたビンス・マクマホンがレフェリーのアール・ヘブナーにゴングを要請し、サブミッションによりショーン・マイケルズの勝利、と宣告された。ヘブナーはすぐに控室に逃走、ショーンも係員に控室へ連れられていった。
ビンスのこの策略により、王座を失ったことに気が付いたブレットは、しばし呆然とし、リング上から離れようとしなかった。その後ブレットはリングサイドにいたビンスに唾を吐き掛け、放送用機材を壊し、控え室に戻っていった。ショーンを問い詰めた後、更に怒りの収まらないブレットはビンスの控え室まで行きビンスを殴った。

## 事件後
事件後、ハート・ファウンデーションのメンバーもオーエン・ハートを残してWCWに移籍した。
ショーン・マイケルズは事件当日にブレットに詰問された際には、計画については何も知らなかったと答えていたが、後年WWE・コンフィデンシャルでのインタビューで事前に知らされていたことを告白している。
2週間後のWWFでHBK（The Heartbreak Kid）では許してくれないがDX（D-Generation X）では許してくれる。という事がおこり、当時のHBKは涙をうかべていた。
2004年、モントリオールで行われたバックラッシュでは、前月のレッスルマニア20で世界ヘビー級王者となったハート道場出身のクリス・ベノワがマイケルズ、トリプルHを相手に防衛戦を行い、マイケルズからシャープシューターでタップアウトを奪って因縁に一応の結末を与える形となった。

## 和解
2006年ブレットは自分の過去の試合が埋もれていくことを防ぐために、ビンス・マクマホンとの一応の和解をする。そして、自身で選んだ試合とブレット自身の半生を収録したDVDをWWE側から発売することとなった。また同年度のレッスルマニア前夜に行われたWWE Hall of FameにてWWEの殿堂入りを果たし、その際に会場に現れた（しかし、レッスルマニア自体には現れなかった）。しかし、この時点でショーン・マイケルズ、トリプルHとの確執は解消されておらず、両者共にこの話題になると相手を非難する発言をしていた（最近はブレットの友好的な発言も目立つようになった）。カナダのファンもカナダ興行ではDジェネレーションXに対して非常に友好的な態度を見せているが、マイケルズに対するヒール扱いは続いており、モントリオールなどの興行では"You screwed Bret!"（お前はブレットをハメた）チャントが発生していた。
そして事件から12年後、2010年1月4日のRAWの番組内においてこの回のゲストホストとして迎えられ久々にWWEのリングにたったブレットはついにショーン・マイケルズと対面し、感動的な和解を果たした。

## レスリング・ウィズ・シャドウズ
この時期、ブレットは自身のドキュメンタリー映画の撮影を行っていた。事件当日はWWFがバックステージでの撮影を許可しており、事件発生前後のバックステージの様子が克明に撮影されていた。映画『レスリング・ウィズ・シャドウズ』では、バックステージでトリプルHに「ハンター、あなたもいつか報いを受けるわよ」と詰めよるブレット夫人、ただならぬ雰囲気に泣き出すブレットの息子など、生々しい映像が映し出されている。

## その他
ジ・アンダーテイカーはビンスに対して憤怒し、ビンスが閉じこもっている控室のドアを蹴り続けたという。
翌1998年に行われたサバイバー・シリーズでのザ・ロック対マンカインドの試合において、ロックがシャープ・シューターを出した直後にビンスがゴングを要請した(この時期に自身の悪名を逆手にとった「悪のオーナー」キャラを利用し、看板選手のスティーブ・オースチンと抗争、皮肉にもこのストーリーが以降の目玉となる)。この他にも1999年のWCWのスターケード、2003年のノー・ウェイ・アウトのロックvsホーガン第2戦、2006年のサタデー・ナイト・メイン・イベント、2009年のブレーキング・ポイントのCMパンクvsテイカー戦、2011年のマネー・イン・ザ・バンクのジョン・シナvsCMパンクなど、この事件を真似た試合は数多く存在する。